# 성산일출축제
성산일출축제는 매년 1월 1일 아침에 개최되는 새해 맞이 축전이다. 1984년 새해 맞이부터 매년 개최하고 있다.